# Стрийський район
Стрийський район (Стрийщина) — район у Львівській області України, утворений 2020 року. Районний та адміністративний центр — місто Стрий. Населення становить 325 491 особа (на 1 січня 2021). Площа району 3854 км².

## Географія
| * Північна точка — місцевість на північ від села Тернопілля Тростянецької сільської громади. |
| * Південна точка — 48°43′06″ пн. ш. 23°28′19″ сх. д. / 48.7184157° пн. ш. 23.4718389° сх. д. - схил гори Близниці (Близнець) Вододільного хребта Східних Бескидів за 0,9 км на південний захід від Новоселицького перевалу, поруч із південним краєм села Ялинкувате Славської громади. |
| * Західна точка — місцевість на захід від присілків Сільце та Матківський Верх села Матків, на березі річки Хусна Козівської громади. |
| * Східна точка — місцевість на березі Дністра на північний схід від села Которини Журавненської громади. Найсхідніший населений пункт - село Протеси Журавненської громади. |

Найзахідніша точка Стрийського району знаходиться західніше за крайню західну точку Дрогобицького району попри те, що сам район розташований східніше.
Річки: Дністер, Стрий, Заломеще, Тисовець, Зелем'янка, Тимшарів, Озирний, Святославчик, Дрошовський потік, Колодниця.

## Історія
Район створено відповідно до постанови Верховної Ради України № 807-IX від 17 липня 2020 року. До його складу увійшли: Стрийська, Жидачівська, Миколаївська, Моршинська, Новороздільська, Сколівська, Ходорівська міські, Гніздичівська, Журавненська, Славська селищні, Грабовецько-Дулібівська, Козівська, Розвадівська, Тростянецька сільські територіальні громади.
Раніше територія району входила до складу Стрийського (1940—2020), Жидачівського, Миколаївського, Сколівського районів, ліквідованих тією ж постановою.

## Корисні копалини
За розвіданими запасами нафти і газу Стрийщина займає чільне місце серед адміністративних районів Львівської області (розвідано 110 млрд м³ запасів природного газу промислових категорій та 15 млн тонн видобувних запасів нафти).
Родовища нафти розташовані між селами Н. Стинава—Любинці—Розгірче та в районі Довголука—Семигинів.
На території Стрийського району діють 9 родовищ мінерально-сировинних ресурсів (Стрийський гравійний кар'єр Ясеницького кар'єроуправління, Піщано-Ходовицьке родовище в с. Піщани, родовища гравійної суміші в селах Стриганці та Ходовичі, родовища глини в с. Голобутів, Лисовичі, Довголука, В. Лукавиця, суглинок — Дашавський кар'єр тощо…
На території сіл Лисовичі та Розгірче є запаси мінеральних вод.

## Економіка
Через територію району проходять великі магістральні газопроводи, нафтопроводи та лінії електропередач високої напруги.
Крім того, на території розміщені гірничі відводи, нафта і газородовища, водозабори міст Львова, Дрогобича, Стрия, Моршина, Трускавця, Стебника, військовий аеродром.
Разом із санітарно-захисними, охоронними та іншими зонами ці території становлять 45000 га або понад 55 відсотків загальної території.
На території району функціонує 11 структурних підрозділів НАК «Нафтогаз України», 15 промислових підприємств, 31 сільськогосподарське та 82 фермерські господарства, 170 підприємств малого бізнесу та інші заклади.
Утворення Стрийського району в межах колишніх Жидачівського, Миколаївського, Сколівського та Стрийського районів зумовило просторову соціально-економічну неоднорідність його території. 

## Сільське господарство
Стрийський район належить до рівнинної агрозони, зони м'ясо-молочного скотарства з вирощуванням картоплі, цукрових буряків, овочів, льону-довгунця і на перспективу — ріпаку.

## Транспорт
Територію району проходить автомагістраль E50 (Київ-Львів-Мукачево-державний кордон) та E471.